# Lissonota exigua
Lissonota exigua är en stekelart som först beskrevs av Cresson 1870.  Lissonota exigua ingår i släktet Lissonota och familjen brokparasitsteklar. Utöver nominatformen finns också underarten L. e. oregona.